# Antiparalelní zapojení
Antiparalelní zapojení je v elektrotechnice způsob zapojení součástek, u kterých záleží na polaritě (například luminiscenční diody). Zapojení je podobné klasickému paralelnímu zapojení. Rozdíl je v tom, že některé součástky (zpravidla polovina, při dodržení sudého počtu) jsou přepólovány – zapojeny obráceně. 

## Příklady

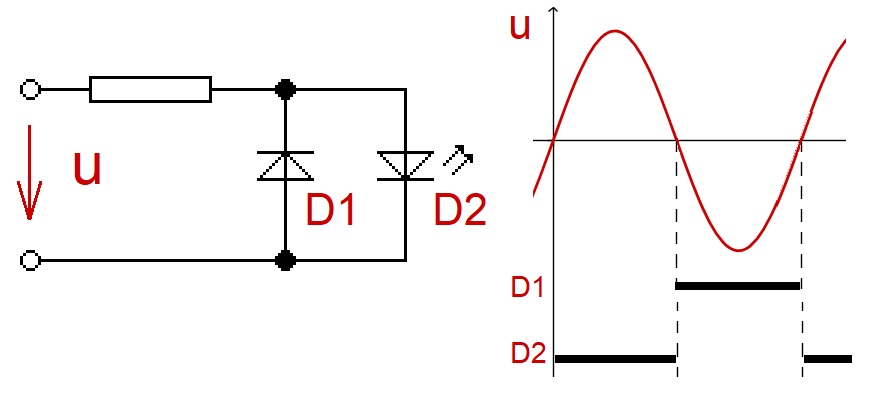
Zapojení LED diody a antiparalelní usměrňovací diody při AC napájení

### Diody
Využití antiparalelního zapojení v praxi může být například pro napájení LED střídavým proudem. LED diody dokáží zadržet pouze malé napětí v závěrném směru, nedokáží tedy usměrňovat a je nutné pro zápornou půlvlnu napájecího napětí vytvořit vodivou cestu, tedy použít usměrňovací diodu s opačnou polaritou. LED v závěrném režimu nesvítí, tudíž při napájení střídavým proudem svítí jen přibližně po 50% času a projevuje se silný stroboskopický efekt – mnohem silnější než např. u zářivek. Při antiparalelním zapojení dvou LED diod se dvojice v závislosti na průběhu proudu střídají a při běžné frekvenci 50 Hz zdánlivě svítí trvale všechny LED. Stroboskopický efekt je silně potlačen (i když ne zcela odstraněn) a je i lépe využit napájecí zdroj. Antiparalelní zapojení LED je často využíváno v modelové železnici a v modelářství obecně.

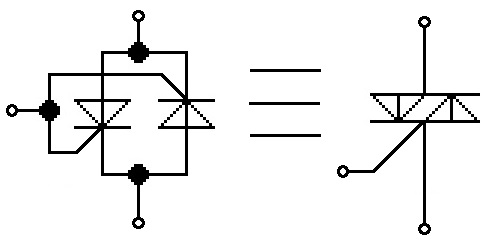
Triak a jeho ekvivalentní obvod ze dvou tyristorů

### Tyristory
Pokud při tyristorové regulaci výkonu požadujeme řízení proudu v obou směrech, je nutné spojit dva tyristory antiparalelně. Pro menší výkony (pro napětí typická v rozvodné síti a proudy v řádu jednotek ampér) byly vyvinuty vícevrstvé prvky, tzv. triaky, fungující jako dva antiparalelně zapojené tyristory se společnou řídící elektrodou. Ty jsou vzhledem ke své složitější vnitřní struktuře a z toho plynoucí vyšší náchylnosti k průrazu používány zejména pro regulaci spotřebičů menšího výkonu, jako např.: domácí osvětlení, vrtačky, vysavače, zatímco spojení dvou diskrétních tyristorů se používá pro řízení výkonů až do řádu megawattů.